# Diako-Kirche

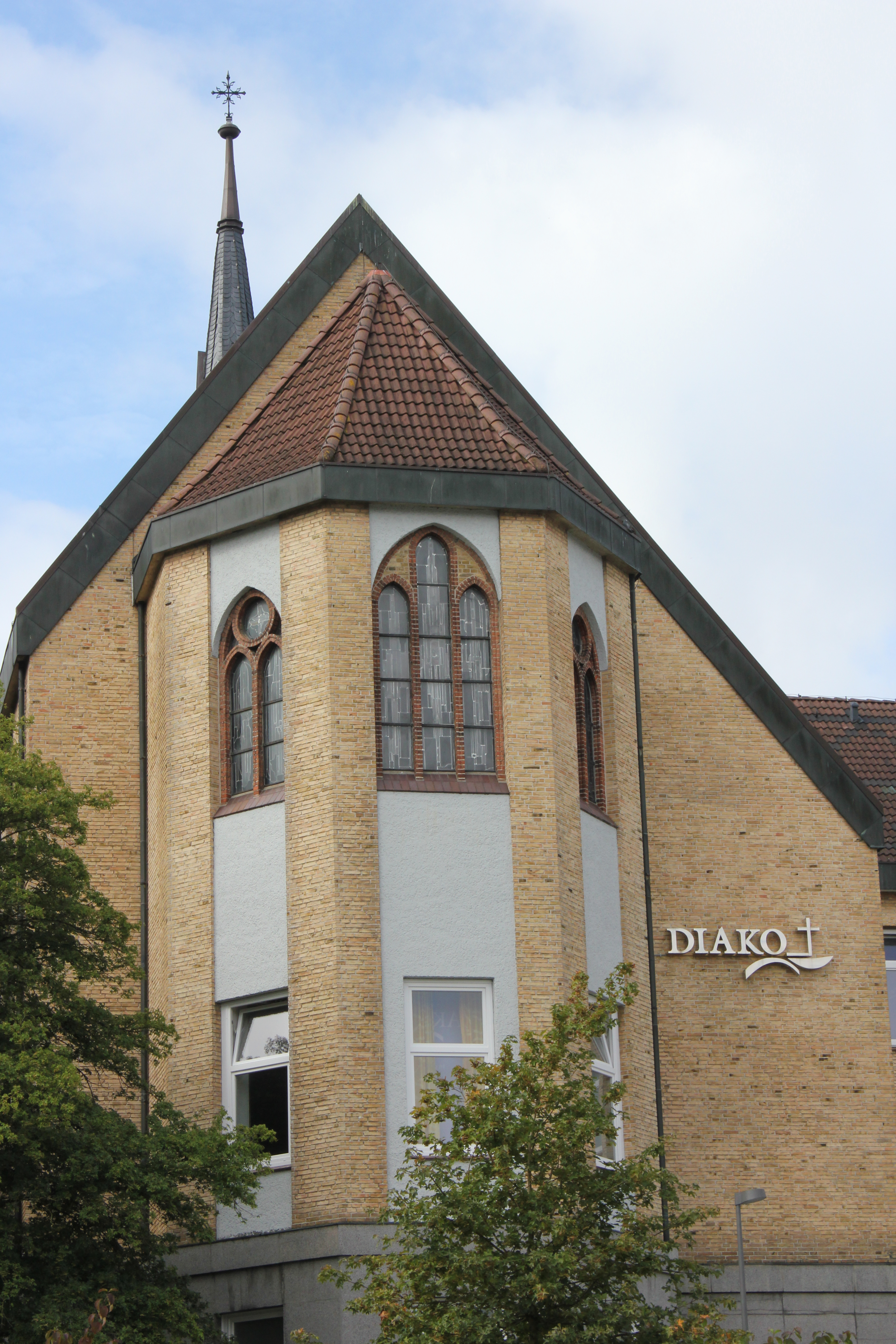
Diako-Kirche

Als Diako-Kirche wird die Kirche der Anstaltsgemeinde der Diakonie in Flensburg bezeichnet. Sie befindet sich im Südosten des Areals des Diakonissenkrankenhauses Flensburg am Marienhölzungsweg und an der Knuthstraße im Stadtteil Westliche Höhe. Sie wurde 1883 nach Plänen von Alexander Wilhelm Prale errichtet. Die Gemeinde zählt zur Evangelisch-Lutherischen Kirche in Norddeutschland. Der besagte Kirchentrakt gehört zu den Kulturdenkmalen der Stadt.